# Golderic
Golderic (ur. ??? – zm. ???) – hiszpański duchowny, biskup Seo de Urgel od 872 roku do 885 roku.